# After Forever/Diskografie
Diese Diskografie ist eine Übersicht über die musikalischen Werke der niederländischen Symphonic-Metal-Band After Forever. Ihre erfolgreichste Veröffentlichung ist das fünfte Studioalbum After Forever, das zum Top-10-Album avancierte.

## Alben

### Studioalben
| Jahr | Titel Musiklabel                             | Höchstplatzierung, Gesamtwochen, AuszeichnungChartplatzierungen (Jahr, Titel, Musiklabel, Platzierungen, Wochen, Auszeichnungen, Anmerkungen) | Höchstplatzierung, Gesamtwochen, AuszeichnungChartplatzierungen (Jahr, Titel, Musiklabel, Platzierungen, Wochen, Auszeichnungen, Anmerkungen) | Höchstplatzierung, Gesamtwochen, AuszeichnungChartplatzierungen (Jahr, Titel, Musiklabel, Platzierungen, Wochen, Auszeichnungen, Anmerkungen) | Höchstplatzierung, Gesamtwochen, AuszeichnungChartplatzierungen (Jahr, Titel, Musiklabel, Platzierungen, Wochen, Auszeichnungen, Anmerkungen) | Höchstplatzierung, Gesamtwochen, AuszeichnungChartplatzierungen (Jahr, Titel, Musiklabel, Platzierungen, Wochen, Auszeichnungen, Anmerkungen) | Anmerkungen                             |
| Jahr | Titel Musiklabel                             | DE | AT | CH | NL | BEF | Anmerkungen                             |
| ---- | -------------------------------------------- | --- | --- | --- | --- | --- | --------------------------------------- |
| 2000 | Prison of Desire Transmission Records (TMD)  | — | — | — | — | — | Erstveröffentlichung: April 2000        |
| 2001 | Decipher Transmission Records (TMD)          | — | — | — | — | — | Erstveröffentlichung: 5. November 2001  |
| 2004 | Invisible Circles Transmission Records (TMD) | — | — | — | NL24 (11 Wo.)NL | BEF74 (2 Wo.)BEF | Erstveröffentlichung: 25. März 2004     |
| 2005 | Remagine Transmission Records (TMD)          | — | — | — | NL21 (7 Wo.)NL | BEF55 (3 Wo.)BEF | Erstveröffentlichung: 9. September 2005 |
| 2007 | After Forever Nuclear Blast (NB)             | DE98 (1 Wo.)DE | — | — | NL6 (7 Wo.)NL | BEF89 (2 Wo.)BEF | Erstveröffentlichung: 23. März 2007     |

### Kompilationen
| Jahr | Titel Musiklabel                                    | Höchstplatzierung, Gesamtwochen, AuszeichnungChartplatzierungen (Jahr, Titel, Musiklabel, Platzierungen, Wochen, Auszeichnungen, Anmerkungen) | Höchstplatzierung, Gesamtwochen, AuszeichnungChartplatzierungen (Jahr, Titel, Musiklabel, Platzierungen, Wochen, Auszeichnungen, Anmerkungen) | Höchstplatzierung, Gesamtwochen, AuszeichnungChartplatzierungen (Jahr, Titel, Musiklabel, Platzierungen, Wochen, Auszeichnungen, Anmerkungen) | Höchstplatzierung, Gesamtwochen, AuszeichnungChartplatzierungen (Jahr, Titel, Musiklabel, Platzierungen, Wochen, Auszeichnungen, Anmerkungen) | Höchstplatzierung, Gesamtwochen, AuszeichnungChartplatzierungen (Jahr, Titel, Musiklabel, Platzierungen, Wochen, Auszeichnungen, Anmerkungen) | Anmerkungen                            |
| Jahr | Titel Musiklabel                                    | DE | AT | CH | NL | BEF | Anmerkungen                            |
| ---- | --------------------------------------------------- | --- | --- | --- | --- | --- | -------------------------------------- |
| 2006 | Mea Culpa: Retrospective Transmission Records (TMD) | — | — | — | NL69 (3 Wo.)NL | — | Erstveröffentlichung: 5. Juni 2006     |
| 2019 | Eccentric Transmission Records (TMD)                | — | — | — | — | — | Erstveröffentlichung: 8. November 2019 |

### EPs
| Jahr | Titel Musiklabel                    | Höchstplatzierung, Gesamtwochen, AuszeichnungChartplatzierungen (Jahr, Titel, Musiklabel, Platzierungen, Wochen, Auszeichnungen, Anmerkungen) | Höchstplatzierung, Gesamtwochen, AuszeichnungChartplatzierungen (Jahr, Titel, Musiklabel, Platzierungen, Wochen, Auszeichnungen, Anmerkungen) | Höchstplatzierung, Gesamtwochen, AuszeichnungChartplatzierungen (Jahr, Titel, Musiklabel, Platzierungen, Wochen, Auszeichnungen, Anmerkungen) | Höchstplatzierung, Gesamtwochen, AuszeichnungChartplatzierungen (Jahr, Titel, Musiklabel, Platzierungen, Wochen, Auszeichnungen, Anmerkungen) | Höchstplatzierung, Gesamtwochen, AuszeichnungChartplatzierungen (Jahr, Titel, Musiklabel, Platzierungen, Wochen, Auszeichnungen, Anmerkungen) | Anmerkungen                            |
| Jahr | Titel Musiklabel                    | DE | AT | CH | NL | BEF | Anmerkungen                            |
| ---- | ----------------------------------- | --- | --- | --- | --- | --- | -------------------------------------- |
| 2003 | Exordium Transmission Records (TMD) | — | — | — | NL56 (2 Wo.)NL | — | Erstveröffentlichung: 17. Oktober 2003 |

## Singles
| Jahr | Titel Album                                                                          | Anmerkungen                                                |
| ---- | ------------------------------------------------------------------------------------ | ---------------------------------------------------------- |
| 2000 | Follow in the Cry / Silence from Afar Prison of Desire                               | Erstveröffentlichung: 2000                                 |
| 2002 | Monolith of Doubt Decipher                                                           | Erstveröffentlichung: 2002                                 |
| 2002 | Emphasis / Who Wants to Live Forever* Decipher / Decipher – The Album – The Sessions | Erstveröffentlichung: 4. April 2002 *Original: Queen       |
| 2003 | My Choice / The Evil That Men Do* Invisible Circles – The Album – The Sessions       | Erstveröffentlichung: Dezember 2003 *Original: Iron Maiden |
| 2004 | Digital Deceit Invisible Circles                                                     | Erstveröffentlichung: 20. Mai 2004                         |
| 2005 | Being Everyone Remagine                                                              | Erstveröffentlichung: 29. September 2005                   |
| 2006 | Two Sides / Boundaries Are Open Remagine – The Album – The Sessions / Remagine       | Erstveröffentlichung: 2006                                 |
| 2007 | Energize Me After Forever                                                            | Erstveröffentlichung: 23. März 2007                        |

## Videoalben und Musikvideos

### Videoalben
| Jahr | Titel Musiklabel                       | Anmerkungen                                         |
| ---- | -------------------------------------- | --------------------------------------------------- |
| 2007 | Equally Destructive Nuclear Blast (NB) | Erstveröffentlichung: 21. September 2007 Single-DVD |

### Musikvideos
| Jahr | Titel               | Regisseur(e)   |
| ---- | ------------------- | -------------- |
| 2001 | Emphasis            |                |
| 2002 | Monolith of Doubt   |                |
| 2003 | My Choice           |                |
| 2004 | Digital Deceit      |                |
| 2005 | Being Everyone      |                |
| 2006 | Two Sides           |                |
| 2006 | Boundaries Are Open |                |
| 2007 | Energize Me         | Jelle Posthuma |

## Sonderveröffentlichungen

### Alben
| Jahr | Titel Musiklabel                                                        | Anmerkungen                                                                     |
| ---- | ----------------------------------------------------------------------- | ------------------------------------------------------------------------------- |
| 2008 | Prison of Desire – The Album – The Sessions Transmission Records (TMD)  | Erstveröffentlichung: 5. Juni 2008 erweiterte Fassung von Prison of Desire      |
| 2011 | Decipher – The Album – The Sessions Transmission Records (TMD)          | Erstveröffentlichung: 3. Dezember 2011 erweiterte Fassung von Decipher          |
| 2015 | Remagine – The Album – The Sessions Transmission Records (TMD)          | Erstveröffentlichung: 11. Dezember 2015 erweiterte Fassung von Remagine         |
| 2016 | Invisible Circles – The Album – The Sessions Transmission Records (TMD) | Erstveröffentlichung: 2. Dezember 2016 erweiterte Fassung von Invisible Circles |

| Jahr | Titel Musiklabel                | Anmerkungen                |
| ---- | ------------------------------- | -------------------------- |
| 1999 | Ephemeral Eigenvertrieb         | Erstveröffentlichung: 1999 |
| 1999 | Wings of Illusion Eigenvertrieb | Erstveröffentlichung: 1999 |

### Lieder
| Jahr | Titel Soundtrack zu                              | Anmerkungen                |
| ---- | ------------------------------------------------ | -------------------------- |
| 2007 | Energize Me Schwerter des Königs – Dungeon Siege | Erstveröffentlichung: 2007 |

### Videoalben
| Jahr | Titel Musiklabel                                      | Anmerkungen                                                                   |
| ---- | ----------------------------------------------------- | ----------------------------------------------------------------------------- |
| 2003 | Insights Transmission Records (TMD)                   | Erstveröffentlichung: 17. Oktober 2003 Teil von Exordium                      |
| 2005 | Remagine – The Documentary Transmission Records (TMD) | Erstveröffentlichung: 9. September 2005 Teil von Remagine (Special-Edition)   |
| 2007 | After Forever – Bonus-DVD Transmission Records (TMD)  | Erstveröffentlichung: 23. März 2007 Teil von After Forever (Enhanced-Edition) |

## Promoveröffentlichungen
| Jahr | Titel Album           | Anmerkungen                |
| ---- | --------------------- | -------------------------- |
| 2007 | Discord After Forever | Erstveröffentlichung: 2007 |

## Statistik

### Chartauswertung
|                     | DE    | AT    | CH    | NL    | BEF     |
| ------------------- | ----- | ----- | ----- | ----- | ------- |
| Nummer-eins-Alben   | DE—DE | AT—AT | CH—CH | NL—NL | BEF—BEF |
| Top-10-Alben        | DE—DE | AT—AT | CH—CH | NL1NL | BEF—BEF |
| Alben in den Charts | DE1DE | AT—AT | CH—CH | NL5NL | BEF3BEF |